# 王石凹街道
王石凹街道，是中华人民共和国陕西省铜川市印台区下辖的一个乡镇级行政单位。

## 行政区划
王石凹街道下辖以下地区：
西山社区、街南社区、街北社区、李家塔社区、炭庄塔村、傲背村、李家塔村、陈家河村、王石凹村和苟村。